# SAR-Klasse GO
Die Fahrzeuge der Klasse GO der South African Railways (SAR) sind Gelenklokomotiven der Bauart Garratt. 25 Stück wurden 1954 von Henschel geliefert.
Lauf- und Triebwerk (abgesehen von dem verkleinerten Zylinderdurchmesser) sowie die technische Ausstattung der Lokomotiven entsprechen der Klasse GMA/GMAM; die Maschinen sind also mit Stahlgussrahmen, Rollenlagern und Stoker ausgestattet. Der Kessel ist gegenüber der Klasse GMA/GMAM jedoch verkleinert, so dass die Achslast von 15,2 auf 13,9 t verringert werden konnte und die Lokomotiven auch für Strecken mit schwächerem Oberbau geeignet waren. Wie die Klassen GM und GMA/GMAM befindet sich bei der Klasse GO nur ein relativ kleiner Wasservorrat (7,5 t) auf der Lokomotive selbst, und im Streckendienst wurde stets ein Wassertender (Kesselwagen) mitgeführt.
Die Lokomotiven der Klasse GO waren den größten Teil ihrer Einsatzdauer in Lydenburg stationiert und bedienten die Strecke zwischen Belfast und Steelpoort in Ost-Transvaal. Die bergige Strecke überquert den mit 2096 m höchsten Punkt des südafrikanischen Eisenbahnnetzes und weist Steigungen von 30 ‰ auf.
1972 wurden die GO auf dieser Strecke von Diesellokomotiven abgelöst und nach Transkei verlegt. Dort waren sie jedoch nicht sehr beliebt, weil ihre Leistung etwas zu gering war, um zwei Lokomotiven der Klasse 14CRB zu ersetzen, und ihr verglichen mit der Klasse 14 größerer fester Achsstand außerdem zu einem schlechten Laufverhalten in engen Kurven führte. Die Lokomotiven kamen deshalb an die Nordküste von Natal nach Empangeni und Stanger, wo sie ältere Garratts der Klasse GE ablösten. 1975 wurden auch diese Strecken auf Dieselbetrieb umgestellt, und die ganze Klasse GO wurde vergleichsweise früh ausgemustert und in De Aar abgestellt.
Eine Lokomotive (Nr. 2575) wird für Sonderfahrten betriebsfähig erhalten.